# Orsidis privatus
Orsidis privatus är en skalbaggsart som först beskrevs av Francis Polkinghorne Pascoe 1866.  Orsidis privatus ingår i släktet Orsidis och familjen långhorningar. Inga underarter finns listade i Catalogue of Life.